# Шах Хюсеин
Шах Хюсеин (1538 – 1599) е пенджабски поет, почитан като суфийски светец.

## Биография
Роден е в Лахор (в днешен Пакистан). Той е считан за създател на пенджабската поетическа форма кафи.
Известна е любовта на Шах Хюсеин към браминско момче на име „Мадо“ или „Мадо Лал“, като двамата често са описвани като обща личност под името „Мадо Лал Хюсеин“. Гробът на Мадо се намира в гробницата на Шах Хюсеин, близо до гроба на поета.